# Albersreuth
Albersreuth (fränkisch: Alwesch-raid) ist ein Gemeindeteil der Gemeinde Kammerstein im Landkreis Roth (Mittelfranken, Bayern). Albersreuth liegt in der Gemarkung Kammerstein.

## Geografie
Das Dorf befindet sich in einer Lichtung, die ringsum von Wald umgeben ist (Nordwesten: Dechenwald, Nordosten: Baderslohe, Osten: Wolfslohe). Unmittelbar nordöstlich grenzt das Flurgebiet Am Schwabacher Weg an, unmittelbar westlich erhebt sich der Sandbuck (428 m ü. NHN). Eine Gemeindeverbindungsstraße führt nach Dechendorf (1,4 km nördlich) bzw. nach Günzersreuth zur Kreisstraße RH 5 (1,6 km südlich).

## Geschichte
1340 wurde der Ort als „Albrehtsriute“ erstmals urkundlich erwähnt. Der Ortsname hat als Bestimmungswort den Personennamen des Gründers Albrecht, als Grundwort -reuth und die Bedeutung Zur Rodung des Albrecht. Der Ort soll ursprünglich aus 4 Höfen bestanden haben. Im markgräflichen Salbuch von 1434 sind für „Alberszrewet“ 4 Güter, 2 Selden und ein Hirtenhaus angegeben. Im Salbuch von 1530 wird ausdrücklich erwähnt, dass der ganze Ort dem Kastenamt Schwabach unterstand. 1732 gab es laut den Oberamtsbeschreibungen von Johann Georg Vetter in Albersreuth 5 Anwesen (4 Höfe, ein Gütlein), die alle dem Kastenamt Schwabach unterstanden.
Gegen Ende des 18. Jahrhunderts gab es in Albersreuth 6 Anwesen (4 Ganzhöfe, 1 Viertelhof, 1 Gut mit Zapfenwirtschaft) und ein Gemeindehirtenhaus. Das Hochgericht übte das brandenburg-ansbachische Oberamt Schwabach aus. Die Dorf- und Gemeindeherrschaft sowie die Grundherrschaft über alle Anwesen hatte das Kastenamt Schwabach. 1799 gab es im Ort weiterhin 6 Anwesen.
Von 1797 bis 1808 unterstand der Ort dem Justiz- und Kammeramt Schwabach. Im Rahmen des Gemeindeedikts wurde 1808 Albersreuth dem Steuerdistrikt Kammerstein und der 1818 gebildeten Ruralgemeinde Kammerstein zugeordnet.

## Einwohnerentwicklung
| Jahr      | 001818 | 001840 | 001861 | 001871 | 001885 | 001900 | 001925 | 001950 | 001961 | 001970 | 001987 |
| Einwohner | 60     | 64     | 62     | 60     | 62     | 48     | 48     | 53     | 34     | 40     | 48     |
| Häuser    | 12     | 12     |        |        | 9      | 10     | 10     | 9      | 8      |        | 13     |
| Quelle    | [ 15 ] | [ 16 ] | [ 17 ] | [ 18 ] | [ 19 ] | [ 20 ] | [ 21 ] | [ 22 ] | [ 23 ] | [ 24 ] | [ 1 ]  |

## Religion
Der Ort ist seit der Reformation evangelisch-lutherisch geprägt und bis heute nach St. Bartholomäus (Barthelmesaurach) gepfarrt. Die Katholiken sind nach St. Sebald (Schwabach) gepfarrt.